# Vollum Intézet
A Vollum Intézet az Oregoni Egészségtudományi Egyetem campusán működő kutatóintézet az Amerikai Egyesült Államok Oregon államának Portland városában.
Hatezer négyzetméteres épületét a ZGF Architects építésze, Robert Frasca tervezte.

## Megalapítása
Az intézmény 1987-ben jött létre; névadója a Tektronix társalapítója, Howard Vollum, az oszcilloszkópok kifejlesztésének jelentős alakja. Szövetségi támogatások mellett magántőkealapokból, valamint a Vollum által létrehozott, az OHSU Alapítvány által kezelt alapból finanszírozzák.

## Tevékenysége
Az intézet kutatók mellett doktoranduszokat és posztgraduális képzésben részt vevőket is alkalmaz. Tevékenysége főleg az aggyal kapcsolatos kutatásokra (a glutamát és dopamin hatása az idegrendszerben; az agyi működés zavarai epilepszia esetén; hogyan jelzik a fehérjék a sejthalálozást; valamint miért válnak a neuronok közti kapcsolatok erősebbekké vagy gyengébbekké) fókuszál, de vizsgálja a kábítószer-használat és a káros tevékenységek kapcsolatát is.

### Kutatási eredmények
2013-ban a Nature szakfolyóirat neurotranszmisszióról szóló számában közzétettek kettő kutatást, amely az agy dopaminszintjének szabályozásában segítő dopamin-transzporter segítségével mutatja be az antidepresszánsok hatását.

## Fordítás
- Ez a szócikk részben vagy egészben  a   Vollum Institute című angol Wikipédia-szócikk ezen változatának fordításán alapul.  Az eredeti cikk szerkesztőit annak laptörténete sorolja fel. Ez a jelzés csupán a megfogalmazás eredetét és a szerzői jogokat jelzi, nem szolgál a cikkben szereplő információk forrásmegjelöléseként.